# 天坛圣母堂
天坛圣母堂（拉丁語：Basilica Sanctae Mariae de Ara coeli al Campidoglio）位于意大利罗马的卡比托利欧山山顶，是天主教的一座宗座圣殿，也是司鐸級樞機領銜聖堂 。

## 歷史

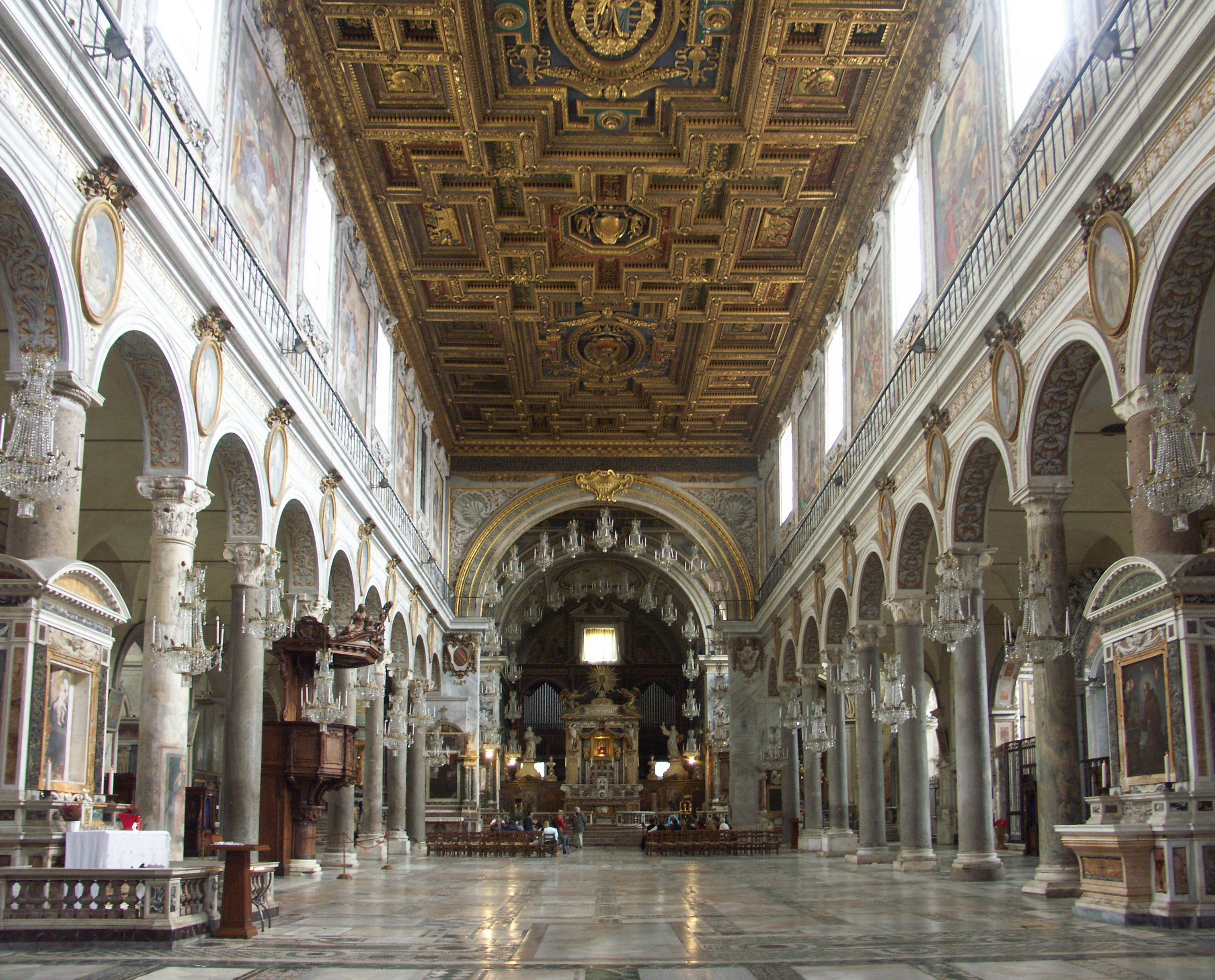
聖堂內部

這座聖堂原本被命名為Santa Maria in Capitolo（但於十四世紀改名）。 此外，根據一個中世紀的傳說，這座聖堂是建於羅馬皇帝屋大維一座Ara primogeniti Dei之上。這座聖堂也有可能建於一座朱諾神殿之上。而在中世紀，被宣判有罪的罪犯們會於聖堂的台階前執行死刑。
天坛圣母堂建於原本屬於一座拜占庭修道院的位置上（它遵照著希臘儀式，象徵著羅馬總督的權力）。聖堂於九世紀被教宗接管，屬於本篤會，但後來教宗下令把聖堂賜給方濟各會。在方濟各會的管理下，聖堂被建為羅曼式及哥德式風格。聖堂也於中世紀成為城市的宗教及公民生活的中心。
天坛圣母堂於1571年為马卡提尼奥·卡罗那舉行了慶祝會（慶祝他於勒班陀戰役中取得了勝利）。 此外，於1791年羅馬共和國時期，天坛圣母堂也被轉為馬棚用途。

## 內部
天坛圣母堂擁有三個中殿（由羅馬式列柱分開），它們都擁有不同的設計。布法利尼小堂有平图里乔於十五世紀創作關於聖伯尔納定的湿壁画。聖堂也擁有木製天花板、哥斯馬特式鑲嵌圖案地板、由Girolamo Siciolante da Sermoneta創作的湿壁画及其他著名藝術家的作品（卡瓦利尼、贝诺佐·戈佐利及羅曼諾）等華麗裝飾。
天坛圣母堂內有一尊木製嬰兒耶穌像，聖堂也因這尊雕像聞名於羅馬。這雕像製作於十五世紀，由來自客西馬尼園的橄欖木雕成，於一九九四年二月被盜，至今都還未找回。而現在於聖堂內的嬰兒耶穌像是一件複製品。此外，聖堂葬著君士坦丁一世母親聖海倫納的遺體。教宗何諾四世及波士尼亞的凱薩琳皇后也埋在這裡。